# Цюаньган
Цюаньга́н (кит. упр. 泉港, пиньинь Quángǎng) — район городского подчинения городского округа Цюаньчжоу провинции Фуцзянь (КНР).

## История
Исторически эти места были частью уезда Хуэйань.
Постановлением Госсовета КНР от 12 апреля 2000 года 5 посёлков уезда Хуэйань были выделены в отдельный район городского подчинения Цюаньган, власти которого разместились в посёлке Шаньяо. В 2003 году посёлок Шаньяо был преобразован в уличный комитет.

## Административное деление
Район делится на 1 уличный комитет и 6 посёлков.